# محكمة التدقيق العليا الإيرانية

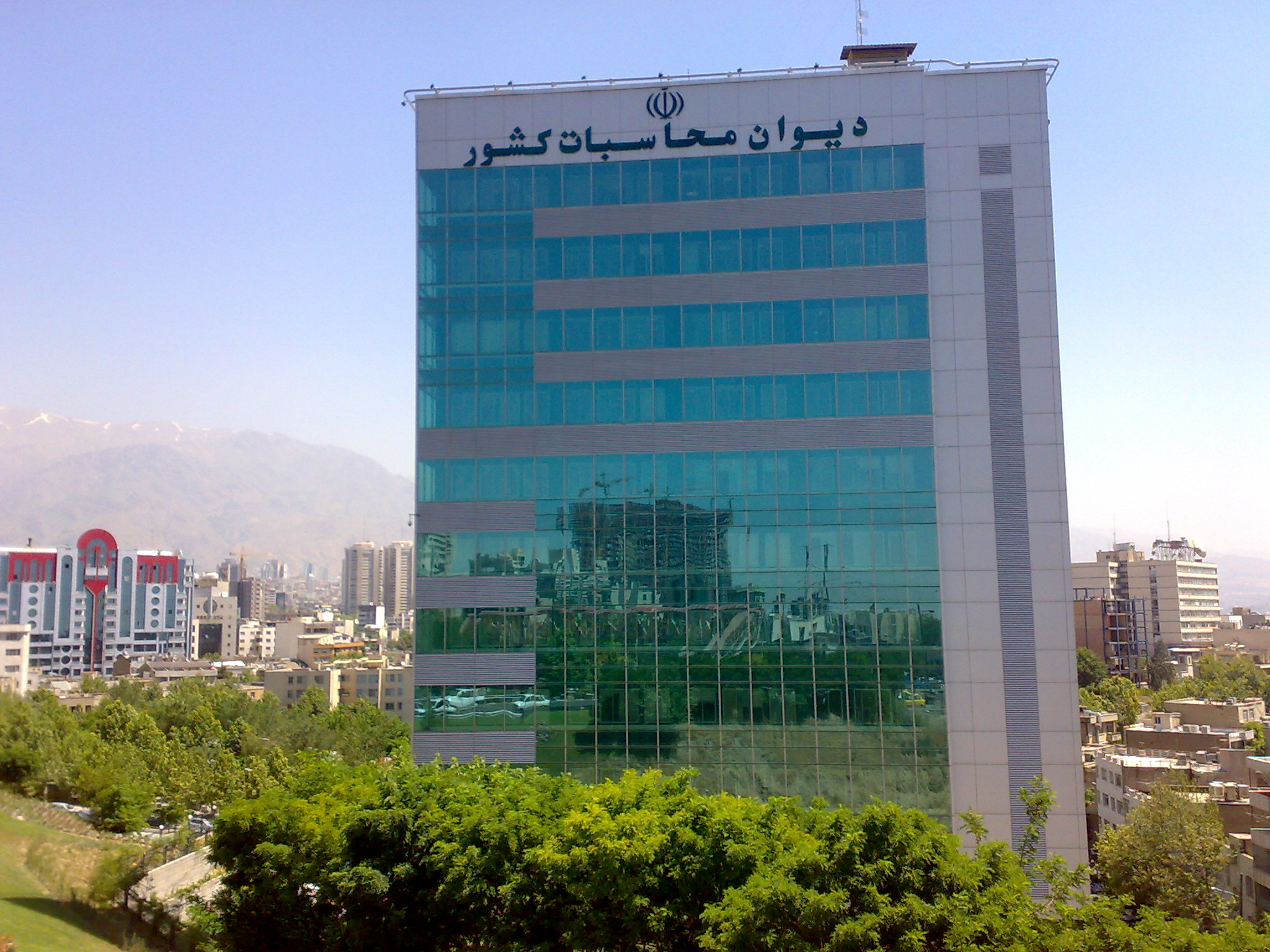
مبنى محكمة التدقيق العليا في طهران

محكمة التدقيق العليا في إيران (بالفارسية: دیوان محاسبات کشور) هي وكالة حكومية في جمهورية إيران الإسلامية تقع في طهران تحت إشراف البرلمان الإيرانيمنذ عام 1906.
تحدد المادتان 54 و 55 من دستور جمهورية إيران الإسلامية أهداف ومسؤوليات محكمة التدقيق العليا ، وأهم واجبات المنظمة هو إعداد تقارير استهلاك ميزانية الحكومة على النحو المحدد في المادة 55 من الدستور. 
تتولى مراقبة «العمليات والأنشطة المالية لجميع الوزارات والمؤسسات والشركات الحكومية وغيرها من الهيئات التي تستفيد بأي شكل من الأشكال من ميزانية الدولة».
المهمة الرئيسية لمحكمة التدقيق العليا هي الإشراف على تنفيذ الميزانية السنوية، فحص المخالفات المالية، تقديم تقرير تصفية الميزانية إلى البرلمان، ومعالجة الانحرافات في الميزانية.
منذ عام 2010 ، تم تكليف محكمة التدقيق العليا بالإشراف على خطة الإصلاح الاقتصادي الإيراني .  تدير شهريا أيضًا الودائع المقدمة من وزارة النفط لصالح خزينة الدولة .  كما أنها مسؤولة عن الإشراف على صندوق التنمية الوطني .

## «ضياع مليار دولار من إيرادات النفط»
وفقا لتقرير محكمة التدقيق العليا، فقد أجريت عمليات دفع غير قانونية لفائدة موظفي الحكومة المتسببين في كثير من الخروقات، بينما رصدت حالات تصرفت فيها الحكومة بما يضاد قوانين الموازنة
أعلن رئيس المحكمة عبد الرضا رحماني فضلي أن التقرير وصل مجلس الشورى الإسلامي لكنه لم يكن حول عمليات سرقة أو تحايل فعلي، بل كان مجرد سوء تقدير من المحكمة
 

## روابط خارجية
- محكمة التدقيق العليا نسخة محفوظة 7 نوفمبر 2021 على موقع واي باك مشين. - مرتبطة بالبرلمان الإيراني
- مكتب التفتيش العام نسخة محفوظة 2 يوليو 2012 على موقع واي باك مشين. - مرتبط بالسلطة القضائية الإيرانية
- هيئة تدقيق الحسابات الإيرانية نسخة محفوظة 2 مارس 2013 على موقع واي باك مشين. - مرتبطة بوزارة الشؤون الاقتصادية والمالية